# Via Annia
Via Annia je bila konzularna rimska cesta preko ozemlja Jadranskih Venetov.  Zgrajena je bila pod pretorjem  Titom Annijem Rufom leta 131 pr. n. št. Začela se je v  Atrii (sodobna Adria), šla slozi Patavium (Padova), se izognila redko naseljenim lagunam in se nadaljevala skozi Altinum (Quarto d'Altino) in Iulio Concordio do Aquileiae (Oglej). Via Annia je imela velik vpliv na romanizacijo pokrajin, po katerih je potekala, in bila glavna povezava osrednje Italije s severovzhodno rimsko provinco Norik.
Preko močvirnih predelov v spodnji dolini Pada je bila zgrajena na nasipih. Med raziskavami ceste so odkrili opornike več kamnitih mostov. Most preko kanala Grassaga so odkrili leta 1922. Drugi most je bil zgrajen preko nekdanjega rečnega korita Bidoggia. Nekateri deli ceste se niso nikoli prenehali uporabljati, drugi pa so se povsem izgubili. Njihov potek so natančno določili šele s fotografiranjem iz zraka. Takšen je bil na primer odsek skozi San Donà di Piave. 
Deli ceste med Padovo in Altinom so opisani v rimskih virih, kar je privedlo do nesoglasij, po katerem bregu reke Brenta je potekala cesta. Znano je, da sta bili na tem odseku ceste dve poštni postaji (mansiones), na katerih so bili na razpolago sveži konji in prenočišča za potnike.

## Vira
- Franco Stoppini. In volo alla ricerca della Via Annia (PDF). su ilvolo.it.
- Agna, La via Annia Arhivirano 2021-05-19 na Wayback Machine.. Portale Veneto.